# Territorio de las Islas del Mar del Coral
El Territorio de las Islas del Mar del Coral (en inglés: Coral Sea Islands Territory) está compuesto por un grupo de pequeñas islas y arrecifes coralinos deshabitados y tropicales del mar del Coral, al noroeste de Australia, (coordenadas 18°N, 152°E). Las islas están diseminadas en un área de alrededor de un millón de km², pero con un área emergida de sólo 3 km² siendo los islotes de Willis los más importantes, en el principal de estos islotes existe una estación meteorológica cuya población es temporal.

## Historia
Las primeras islas del mar del Coral se reportan y se cartografían hacia el año 1803, Hacia los años de 1870 y 1880 las islas son utilizadas en la estación de guano, aunque con grandes dificultades ante la ausencia de un suministro de agua permanente que permitiera la habitabilidad de las mismas. El territorio fue creado  1969 por el Acta de las Islas del mar del Coral (Coral Sea Islands Act) hasta 1997 cuando se amplió para incluir los arrecifes Middleton y Elizabeth, a 800 km. más al sur localizados en el mar de Tasmania.
Los dos últimas islas incluidas son los arrecifes que están más cerca de Lord Howe Island, en Nueva Gales del Sur (a unos 150 km) que es la isla más meridional del territorio, las Cato Island. Las islas, cayos y arrecifes de la Gran Barrera de Coral no forman parte del territorio, ya que están bajo jurisdicción del Territorio de Queensland. El borde exterior de la Gran Barrera de Coral es el límite entre Queensland y el territorio de las Islas del Mar del Coral.
El territorio es una posesión de Australia, administrada desde Canberra por la Fiscalía General del Estado (esto antes del 29 de noviembre de 2007 cuando la administración se transfirió al Departamento de Transporte y Servicios Regionales). La defensa del territorio es responsabilidad del estado australiano, y el territorio es visitado regularmente por la  Marina Real Australiana.
En la actualidad Australia mantiene las estaciones meteorológicas automáticas en muchas de las islas y arrecifes y reclama un 200 millas náuticas (370 km) la zona de pesca exclusiva. En el territorio no hay ninguna actividad económica (a excepción de una importante zona de pesca importante, pero como aún no cuantificado su potencial, adicionalmente se conoce actividad de la industria del buceo),  En el territorio sólo está habitado por un equipo de tres o cuatro personas que operan la estación meteorológica en la isla de Willis (Islote del Sur), establecida en 1921.

## Geografía

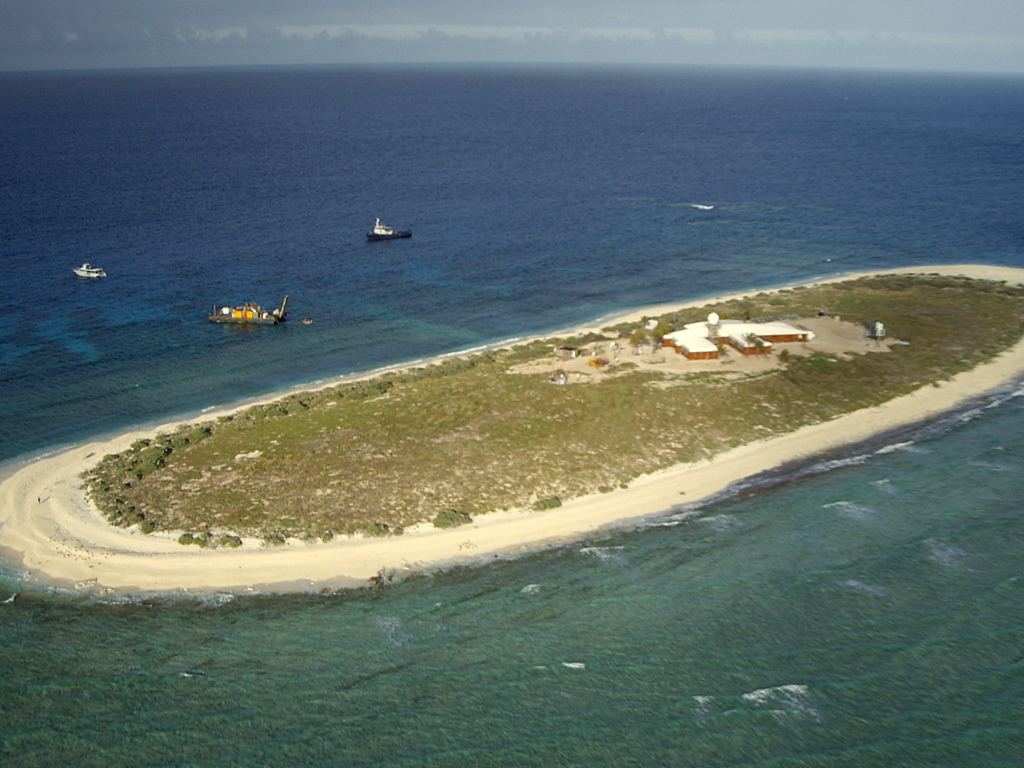
Vista aérea de la isla Willis

Hay alrededor de 30 arrecifes y atolones separados, doce de ellos totalmente sumergidas o sólo visibles durante la marea baja, adicionalmente hay unos 18 cayos, algunos de las cuales presentan vegetación. Los atolones varían en su superficie, desde unos pocos kilómetros de diámetro hasta, caso del arrecife de Lihou,  que es el segundo atolón más grande del mundo el cual incluye una laguna en superficie total con un lago de 100 por 30 km. y una superficie de 2500 km²,. El resto de los demás arrecifes y cayos del territorio solo representan 91 km². Las islas son muy bajas.
Los islotes de Willis son importantes áreas de anidación para las aves y tortugas, pero sus recursos naturales son insignificantes. La mayoría tiene menos de tres kilómetros cuadrados de terreno. En ellos no hay ningún puerto sólo de anclaje en alta mar.

### Grupo del Noroeste

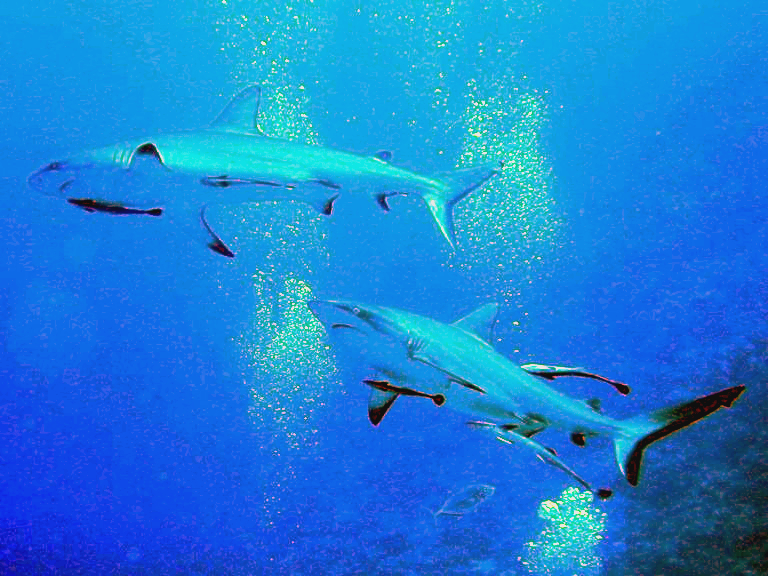
Tiburones en el Arrecife Osprey

1. Arrecife Osprey (atolón sumergido de forma aproximadamente ovalada, que mide 25 por 12 kilómetros (15,5 por 7,5 millas), con una superficie de unos 195 kilómetros cuadrados (75 millas cuadradas), con una laguna de hasta 30 metros (98 pies) de profundidad)
2. Arrecife Shark (pequeño arrecife sumergido alargado a 15 kilómetros (9,3 millas) al sur del Arrecife Osprey, con una profundidad mínima de 7,8 metros (25,6 pies))
3. Arrecife Bougainville (pequeño atolón sumergido de 2,5 por 4 kilómetros (1,6 por 2,5 millas), superficie de 8 kilómetros cuadrados (3,1 millas cuadradas) con laguna, se seca a media marea)
4. Arrecife Holmes Este (atolón sumergido, unos 14 por 10 kilómetros (8,7 por 6,2 millas), superficie de 125 kilómetros cuadrados (48 millas cuadradas) con laguna)
5. Arrecife West Holmes (atolón sumergido a 6 kilómetros (3,7 millas) al este de East Holmes Reef, unos 18 por 7 kilómetros (11,2 por 4,3 millas), superficie de 125 kilómetros cuadrados (48 millas cuadradas) con laguna abierta en el lado oeste, dos pequeños cayos)
6. Arrecife Flora (pequeño atolón sumergido, 5 por 4 km, unos 12 kilómetros cuadrados (4,6 millas cuadradas))
7. Banco Diane (atolón sumergido, profundidad inferior a 10 m en una superficie de 65 por 25 km, o 1.300 kilómetros cuadrados (500 millas cuadradas), a lo largo del borde norte a 3 m de profundidad, con Sand Cay en el noroeste, a 3 m de altura)
8. Arrecife Moore Norte (pequeño atolón sumergido, 4 por 3 km, área de 8 kilómetros cuadrados (3,1 millas cuadradas), incluyendo la laguna que está abierta en el lado noroeste)
9. Arrecife Moore Sur (pequeño arrecife sumergido a 5 km al sur del Arrecife Moore Norte)
10. Islotes Willis (atolón hundido, banco de 45 por 19 km, área del banco de más de 500 kilómetros cuadrados (190 millas cuadradas), 3 islotes en el lado noroeste: Cayo Norte, Islote Medio de casi 8 m de altura, Islote Sur o Isla Willis de 10 m de altura)
11. Cayos Magdelaine e islotes Coringa (una gran estructura de atolón parcialmente hundida, de casi 90 por 30 km, área de banco de unos 1.500 kilómetros cuadrados (580 millas cuadradas)), 2 islotes de los Cayos Magdelaine en el Norte: Islote Noroeste (área de aproximadamente 0,2 kilómetros cuadrados (0,1 millas cuadradas)) y Cayo Sureste (área de 0,37 kilómetros cuadrados (0,14 millas cuadradas)); 2 islotes de los Islotes Coringa a 50 o 60 km más al suroeste: Cayo Suroeste o Cayo Coringa (superficie de 0,173 km²), y Cayo Chilcott (superficie de 0,163 km²)
12. Cayos Herald, Cayo Noreste (rodeado por un arrecife de 3 por 3 km, superficie total de 6 km², superficie terrestre de 0,34 km²)
13. Cayos Herald, Cayo Sudoeste (4 km al sudoeste de Cayo Noreste, rodeado por un arrecife de 2 por 2 km, superficie total de 3 km², superficie terrestre de 0,188 km²)
14. Arrecife y cayos de Lihou (el mayor atolón del mar de coral, con un tamaño de 2.500 km², superficie terrestre de 0,91 km²)
15. Islotes Diamond y Arrecifes de Tregosse (gran atolón parcialmente hundido, 100 por 52 km, superficie del banco de más de 3000 km², con 4 islotes y 2 pequeños arrecifes sumergidos en el noreste y el sureste: Islote Diamante Oeste, Islote Diamante Central, Islote Diamante Este en el borde noreste del antiguo atolón, y Islote Diamante Sur, Arrecife Tregosse Este y Arrecife Tregosse Oeste en el borde sur)
16. Arrecife Flinders del norte (gran atolón, 34 por 23 km, superficie de 600 km², con 2 islotes, siendo Flinders Cay el más grande con una longitud de 200 m y una altura de 3 m)
17. Arrecife Flinders del sur (atolón de 15 por 5 km, 60 km²)
18. Arrecife Herald's Surprise (pequeño arrecife sumergido al norte de Flinders Reefs, 3 por 2 km)
19. Arrecife Dart (pequeño arrecife sumergido al noroeste de Flinders Reefs, 3 por 3 km, superficie de 6 km², incluida una pequeña laguna abierta al norte)
20. Arrecife Malay  (pequeño arrecife sumergido, no claramente definido, sin rompientes, difícil de ver)
21. Arrecife Abington (arrecife sumergido, casi inundado, 4 por 2,5 km, superficie de 7 km²)
22. Arrecife Marion (gran formación de atolón circular que se compone de tres unidades principales situadas en el lado oriental: Marion, Long y Wansfell; y una serie de arrecifes más pequeños en el oeste. La formación se asienta sobre una característica submarina conocida como la Meseta de Marion, que está separada de la Meseta del Mar del Coral, más grande, al norte, por la Fosa de Townsville. En el lado oriental del arrecife Marion se encuentran tres pequeños cayos de arena: Paget Cay, en Long Reef, Carola Cay, al sur de Long Reef, y Brodie Cay, en Wansfell Reef.

Los atolones del Grupo Noroeste, excepto Osprey Reef y Shark Reef en el norte, y Marion Reef en el sur, están situados en la Meseta del Mar del Coral (Queensland Plateau), una zona contigua de profundidades inferiores a 1000 m.

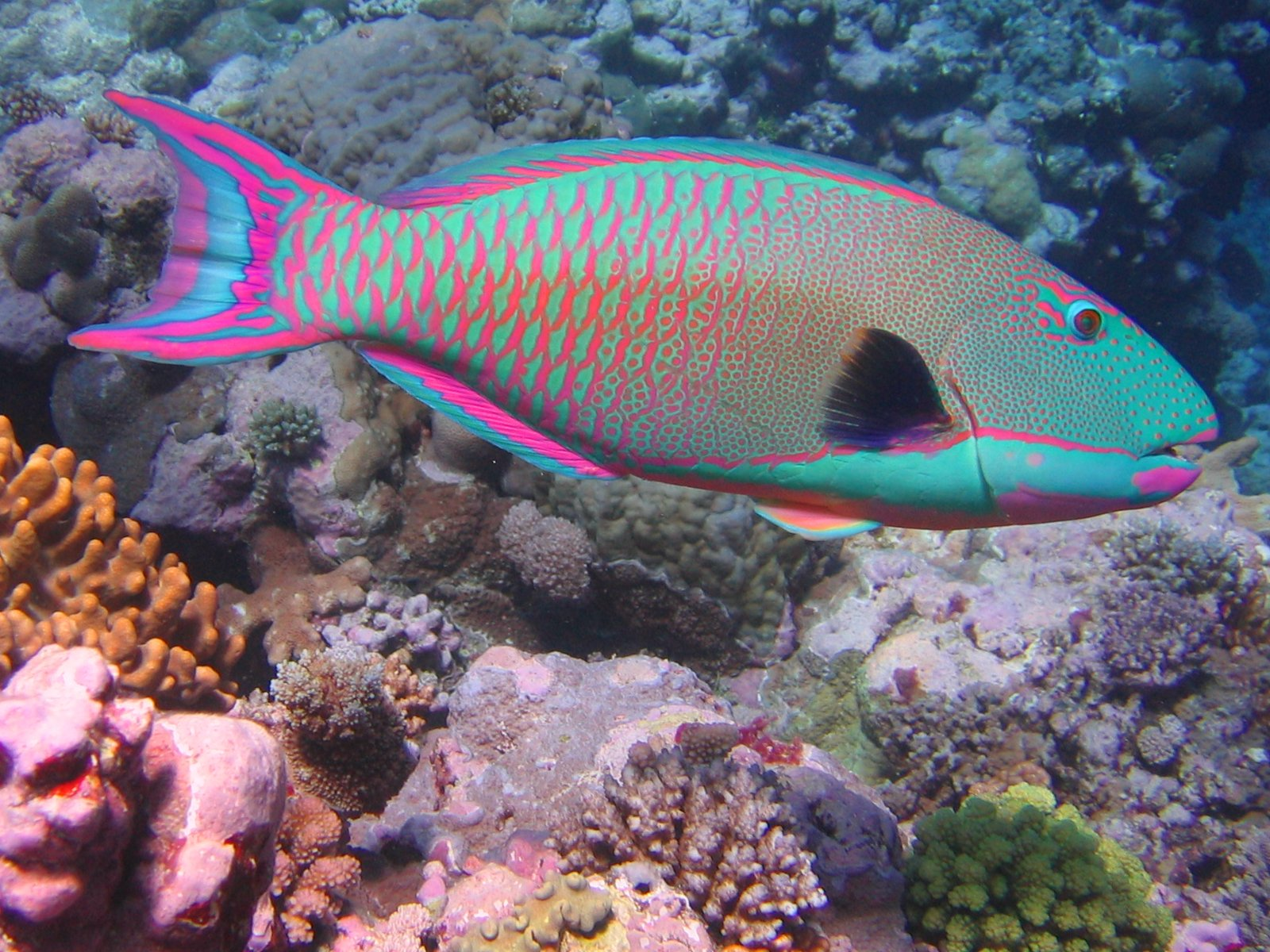
Pez bicolor en las Islas del Mar de Coral

- Los Arrecifes Flinders (Norte y Sur), Herald's Surprise y Dart Reef forman un conjunto de arrecifes de 66 por 26 km.
- Los Cayos Magdelaine, los Islotes Coringa y los Cayos Herald forman parte de la Reserva Natural Nacional Coringa-Herald, de 8.856 km², creada el 16 de agosto de 1982 y situada a unos 400 km al este de Cairns y entre 220 y 320 km del borde exterior de la Gran Barrera de Coral. Los 6 islotes de la reserva natural tienen superficies de entre 0,16 y 0,37 km², para un total de 1,24 km².
- El Arrecife de Lihou fue declarado Reserva Natural el 16 de agosto de 1982, con una superficie de 8440 km².

Las Reservas Naturales se crearon para proteger la vida silvestre en las respectivas zonas del territorio; juntas forman el Sitio Ramsar de las Reservas del Mar del Coral.

### Arrecife Mellish
El Arrecife Mellish, que se encuentra a unos 300 km al este del Grupo del Noroeste, y por tanto es el más alejado del continente australiano de todos los arrecifes y atolones del Territorio de las Islas del Mar del Coral, no se considera parte de ningún grupo. Tiene el contorno de una plataforma en forma de bumerán de unos 10 km de longitud y 3 km de ancho, con una superficie de 25 km². Los arrecifes que la rodean, que encierran una estrecha laguna, están completamente sumergidos durante la marea alta. Cerca del centro de la laguna se encuentra la única tierra permanente del arrecife: el islote Heralds-Beacon. El islote es un pequeño cayo de 600 m por 120 m, con una superficie de 57.000 m², que sólo se eleva unos pocos metros por encima de la marca de pleamar.

### Grupo del sureste
1. Arrecifes Frederick: Los arrecifes forman una laguna semicerrada, conocida como Anchorage Sound, con una apertura en el lado norte. El complejo mide unos 10 por 4 km, con una superficie de 30 km². En el lado sur del arrecife se encuentra el Cayo Observatorio, el único que está permanentemente seco, aunque hay algunos otros cayos que pueden inundarse con la marea alta.
2. Arrecifes Kenn, atolón sumergido de unos 15 por 8 km, superficie de 40 km², islote Cayo Observatorio en el sureste, 2 m de altura
3. Arrecifes de Saumarez, los arrecifes más meridionales de la plataforma del Mar del Coral; tres arrecifes principales y numerosos arrecifes más pequeños que forman una gran formación en forma de media luna abierta al noroeste, de unos 27 por 14 km, superficie inferior a 300 km². Hay dos cayos de arena: Cayo Noreste y Cayo Suroeste.
4. Arrecifes naufragio: atolón de 25 por 5 km, superficie de 75 km², abierto al norte. Los islotes que se encuentran en los arrecifes son el Islote del Pájaro, el Islote del Oeste y el Cayo de la Marsopa.
5. Arrecife Cato: Banco Cato de 21 por 13 km, área de 200 km² de profundidades inferiores a 17 m; el Arrecife Cato rodea un área de 3,3 por 1,8 km, área de 5 km² incluyendo la laguna; la Isla Cato, al Oeste de la laguna, de 650 por 300 m, área de 0,15 km², 6 m de altura. Cerca de la esquina sureste de la orilla de Cato se encuentra Hutchison Rock, con 1 m de profundidad. La isla de Cato es el punto más alto del Territorio y un campamento en la isla llamado Heaven.

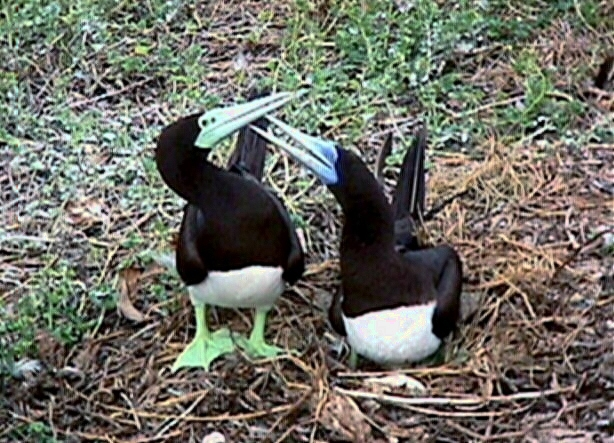
Piqueros pardos construyen un nido de palos en el suelo. Islas del Mar del Coral, Australia.

### Extremo Sur
Los arrecifes de Elizabeth y Middleton, junto con los arrecifes que rodean la isla de Lord Howe (Nueva Gales del Sur) a 150 km al sur, se consideran los arrecifes de coral más meridionales del mundo. Su ubicación, donde confluyen las corrientes oceánicas tropicales y las templadas, contribuye a una diversidad inusual de especies marinas. Estos atolones, en su mayoría sumergidos y que sólo se secan durante la marea baja, no se incorporaron al territorio hasta 1989. Están situados en la elevación de Lord Howe. Ya el 23 de diciembre de 1987 fueron protegidos como Reserva Natural Nacional Marina de los Arrecifes Elizabeth y Middleton, que tiene una superficie de 1880 km².
1. Arrecife Middleton, atolón de unos 8,9 por 6,3 km, con una superficie de 37 km² que incluye una laguna y un islote: The Sound, de 100 por 70 m (superficie de 5.000 m²), punto más alto cerca del extremo norte de 1,5 m. Con marea baja, gran parte de la planicie del arrecife está expuesta
2. Arrecife Elizabeth, atolón de unos 8,2 por 5,5 km, superficie de 51 km² incluyendo la laguna, un islote: Isla Elizabeth (Cayo Elizabeth), sin vegetación, 600 m por 400 m (superficie de 0,2 km²), punto más alto de 0,8 m. Con marea baja, gran parte de la planicie del arrecife está expuesta.

## Instalaciones y estaciones meteorológicas

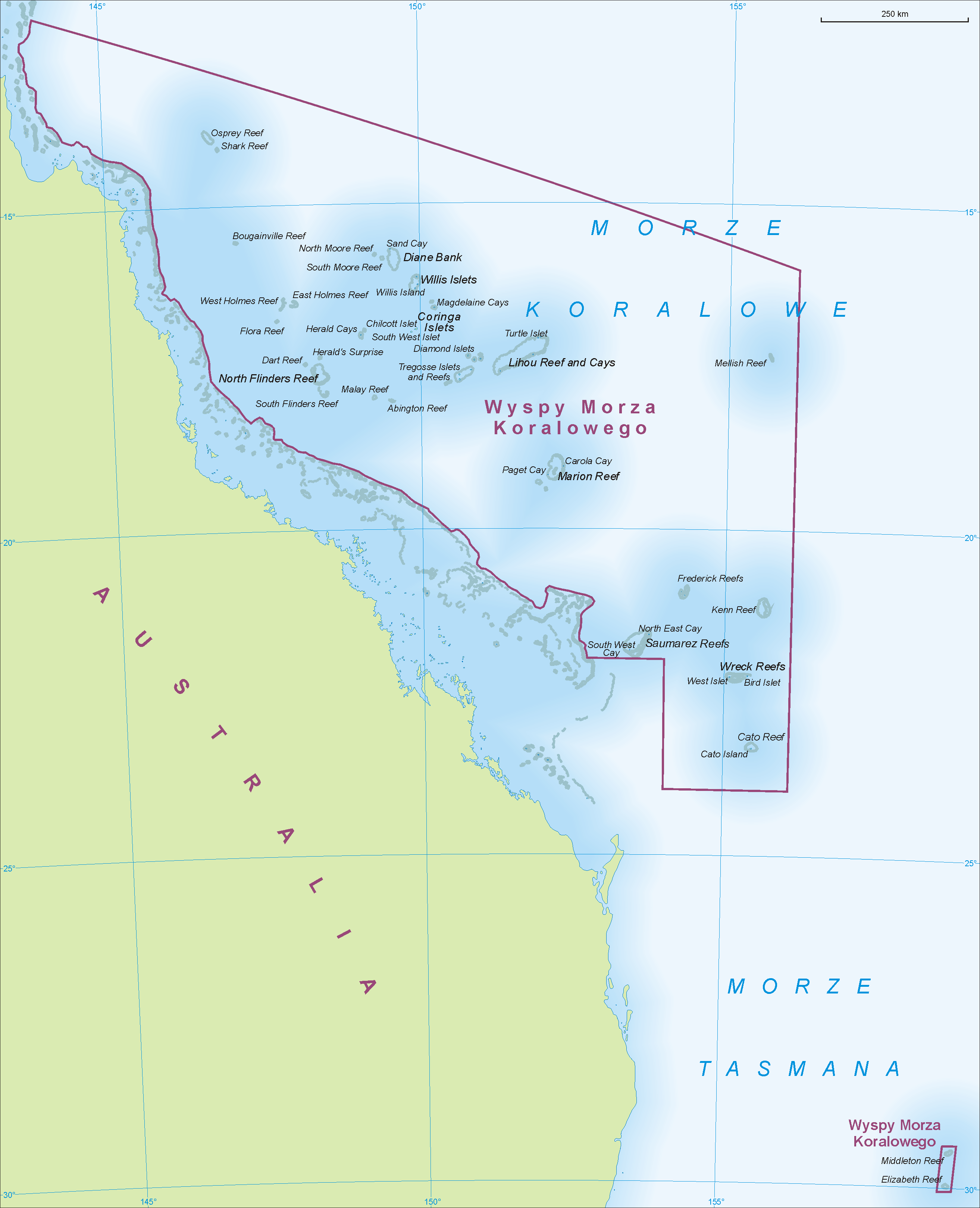
Mapa del territorio de las islas del mar del Coral

En los siguientes atolones o arrecifes se encuentran estaciones automática meteorológicas:
- Arrecife Bougainville
- Isla Cato
- Arrecife Flinders (Cayo Flinders Coral)
- Arrecife Frederick
- Arrecife Holmes
- Arrecife Lihou (Isleta Turtle)
- Arrecife Marion
- Arrecife Moore

Faros se hallan en las siguientes islas o los arrecifes:
- Arrecife Bougainville
- Isleta Diamond Este
- Arrecifes Frederick
- Arrecife Lihou
- Arrecife Saumarez